# G&V BKK
G&V BKK – kasa chorych ustawowego ubezpieczenia społecznego, działająca w Badenii-Wirtembergii.
Założona od 1 grudnia 1884 jako kasa chorych zakładu Gaenslen&Völter GmbH + Co. KG. Jej główna siedziba mieści się w Metzingen.